# Fornelo do Monte
Fornelo do Monte ist eine Gemeinde (Freguesia) im portugiesischen Kreis Vouzela. In ihr leben 256 Einwohner (Stand 19. April 2021).